# Jagdstaffel 68
A Jagdstaffel 68, conhecida também por Jasta 68, foi um esquadra de aeronaves da Luftstreitkräfte, o braço aéreo das forças armadas alemãs durante a Primeira Guerra Mundial. No total, a esquadra abateu 40 aeronaves inimigas, incluindo 10 balões de observação.